# Rolf Krieger (Politiker)

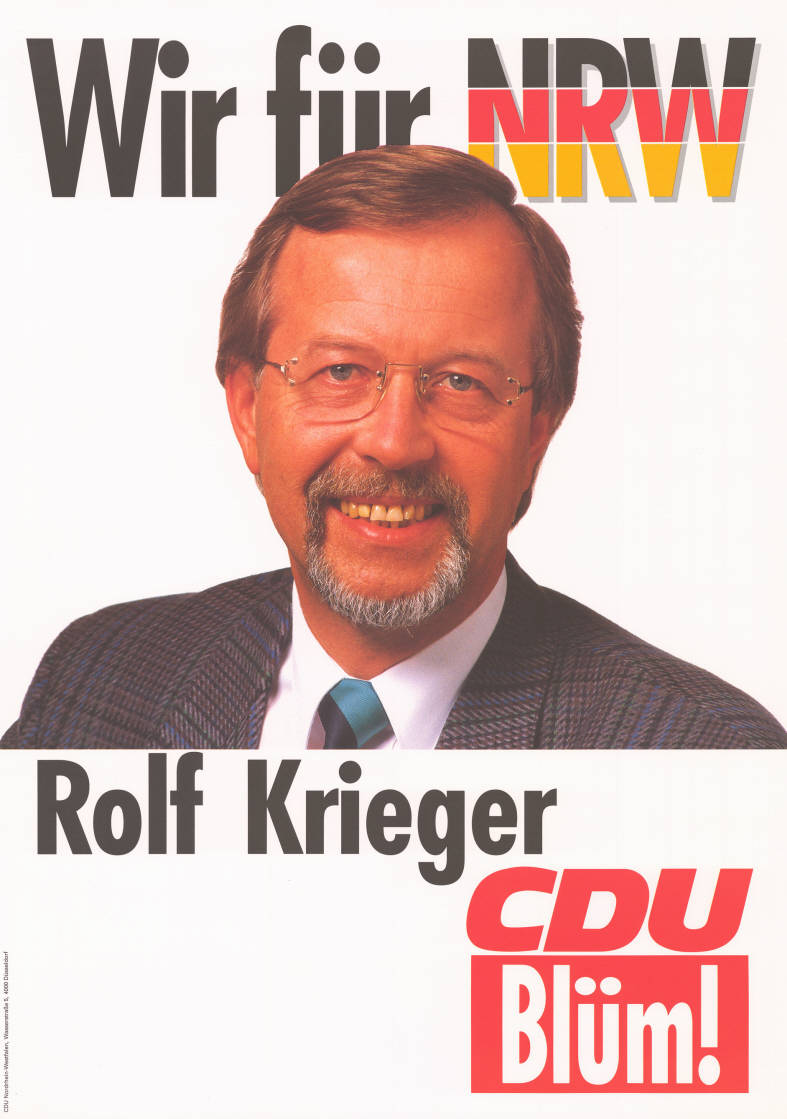
Rolf Krieger auf einem Wahlplakat zur Landtagswahl 1990

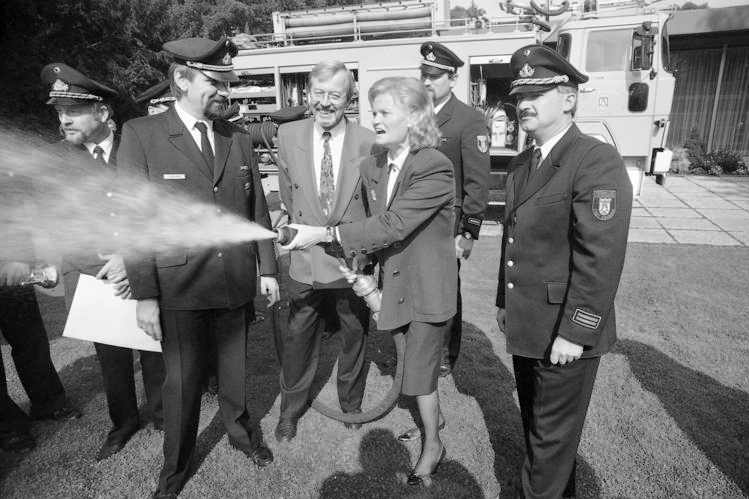
Krieger 1990 vor dem Kanzlerbungalow in Bonn mit Hannelore Kohl, der Ehefrau des Bundeskanzlers Helmut Kohl

Rolf Krieger (* 31. März 1940 in Siegburg) ist ein deutscher Politiker der CDU.

## Ausbildung und Beruf
Nach dem Abitur 1959 belegte Rolf Krieger von 1960 bis 1963 und von 1965 bis 1967 ein Studium der Fächer Französisch und Geographie an der Rheinischen Friedrich-Wilhelms-Universität Bonn, sowie 1963/64 an der Universität Grenoble (Frankreich). 1969 legte er sein Assessorexamen ab. 1972 wurde er Studienrat, 1975 Oberstudienrat und 1986 Studiendirektor am Gymnasium.

## Politik
Rolf Krieger ist seit 1964 Mitglied der CDU. Seit 1979 ist er Stadtverbandsvorsitzender in Siegburg. Er war Mitglied des Rates der Stadt Siegburg vom 17. November 1969 bis zum 31. Januar 1995 und vom 4. Mai 1975 bis zum 2. November 1994 Mitglied des Kreistages des Rhein-Sieg-Kreises. Ehrenamtlicher Bürgermeister der Kreisstadt Siegburg war Krieger von 1989 bis zum 31. Januar 1995, vom 1. Februar 1995 bis 2004 war er hauptamtlicher Bürgermeister, sein Nachfolger wurde Franz Huhn. Er ist stellvertretender Vorsitzender des Bezirksplanungsrates beim Regierungspräsidenten Köln und Mitglied der CDA.
Rolf Krieger war ab dem 31. Mai 1990 Mitglied des 11. Landtags von Nordrhein-Westfalen, in den er über die Landesliste einzog und aus dem er am 31. Januar 1995 wieder ausschied.

## Schriften
- Rolf Krieger: Erinnerungen an meine Arbeit für Siegburg, auch meine "viel liebe Stadt". Hrsg.: Geschichts- und Altertumsverein für Siegburg und den Rhein-Sieg-Kreis e.V. Rheinlandia-Verlag, Siegburg 2012.